# Alessandro Safina
Alessandro Safina, né le 14 octobre 1963 à Sienne, est un ténor et producteur italien. Il publie son premier album homonyme, Alessandro Safina en 2001, qui contient un single intitulé Luna, publié en 1999, qui atteindra la deuxième place des classements néerlandais. La même année, Safina contribue à la bande-son du film Moulin Rouge de Baz Luhrmann, dans lequel il chante Your Song d'Elton John avec Ewan McGregor, mais a produit un téléfilm américain qui s'appelle Opéra qui est une adaptation de l'épisode de la série Malcolm avec Alessandra Moliero et Mariangeli Collado.

## Biographie
Né à Sienne, en Italie, Safina est passionné d'opéra pendant sa jeunesse et sa mère l'encourage à emprunter cette voie. Son père était également chanteur. Le début du XXIe siècle marque son début de carrière dans l'opéra mélangé à la musique pop. À la fin de son adolescence, Safina commence à apprécier ce mélange de pop et de rock, et s'inspire de groupes tels que Genesis, The Clash, Simple Minds, et U2. Il fusionne peu après les genres musicaux opéra et pop
À la fin des années 1990, Safina est découvert par le pianiste et compositeur italien de renom Romano Musumarra, et les deux collaborent rapidement ensemble afin de créer cette « nouvelle musique pop opéra pleine d'âme ». Safina publie alors son premier album en 2001. Il contient un single intitulé Luna, publié en 1999, qui atteindra la deuxième place des classements néerlandais. La chanson parle des retrouvailles d'un amour perdu.
En 2001, Safina contribue à la bande-son du film Moulin Rouge de Baz Luhrmann, dans lequel il chante Your Song d'Elton John avec Ewan McGregor. En septembre 2001, son concert Only You est enregistré à l'amphithéâtre El Greco de Taormine, en Sicile,. Le concert est ensuite diffusé dans l'émission Great Performances par la chaîne américaine PBS et publié en 2003 en DVD. En 2003, Safina chante en anglais et en coréen dans une chanson intitulée Hamangyeon (하망연(何茫然)), le générique de Dae Jang Geum, une série drama coréenne. Safina participe aussi à un film intitulé Tosca e Altre Due, inspiré de Tosca de Puccini.
En 2007, il enregistre un duo aux côtés de la soprano britannique Sarah Brightman pour son album Symphony. Il est ensuite invité à la rejoindre à sa tournée Symphony World à Mexico en novembre 2008, et en Asie entre mars et avril 2009. Il chante avec Sarah Canto della Terra et Sarai Qui.
En 2012, le groupe Luca Turilli's Rhapsody publie l'album Ascending to Infinity, qui contient une reprise de la chanson de Safina, Luna.

## Discographie
- 2001 : Alessandro Safina
- 2002 : Insieme a Te
- 2003 : Musica Di Te
- 2007 : Sognami
- 2014 : Dedicated